# Argentina Hot 100
O Billboard Argentina Hot 100 é o gráfico de registros padrão da indústria da música na Argentina, publicado semanalmente pelas revistas Billboard e Billboard Argentina. Ele classifica as músicas mais populares da Argentina e é compilado utilizando uma fórmula que mistura atividades de streaming locais nos principais serviços de música como YouTube, Spotify e Apple Music, entre outros, bem como nas rádios nacionais e reproduções de músicas apresentadas em uma variedade de Redes de TV argentinas. Os dados de streaming são fornecidos pela Nielsen Music, enquanto as medições de rádio e TV são alimentadas pelo BMAT/Vericast.
O gráfico estreou em 13 de outubro de 2018, com a primeira música número um da parada sendo "Cuando Te Besé" de Becky G e Paulo Londra. Até a edição da semana que terminou em 24 de novembro de 2019, o Billboard Argentina Hot 100 teve onze entradas diferentes de número um. A atual música número um da parada é "Que Tire Pa Lante" de Daddy Yankee, seu terceiro número um depois de "Con Calma" e China".